# فستوكة مصقولة
الفستوكة المصقولة (باللاتينية: Festuca polita) نوع نباتي يتبع جنس الفستوكة من الفصيلة النجيلية.

## الموئل والانتشار
موطنها بلاد الشام واليونان وجنوب روسيا.

## الوصف النباتي
النبات عشبي معمر.

## مرادفات للاسم العلمي
- (باللاتينية: Festuca ovina var. polita Halácsy)